# Mira Aroyo
Mira Aroyo (en búlgaro: Мира Аройо; Sofía, 11 de julio de 1979) es una música, cantautora y DJ británica de origen búlgaro. Es más conocida como la tecladista, covocalista principal y cocompositora de la banda de música electrónica Ladytron, que cofundó en Liverpool en 1999. Escribe e interpreta las letras de Ladytron tanto en búlgaro como en inglés. Antes de su dedicación exclusiva a la música, Aroyo estudiaba para un Ph.D en genética en la Universidad de Oxford.

## Educación y primeros años
Aroyo nació en 1977 en Sofía, Bulgaria, en una familia judía. Se mudó con su familia a Israel a la edad de 10 años, y más tarde, al Reino Unido.
El primer instrumento musical que Aroyo tocó fue una guitarra. También, cuando era más joven, tocaba el acordeón. A pesar de que sus padres tenían reservas sobre su decisión de proseguir una carrera musical, la apoyaron y respetaron su decisión.

## Carrera

### Carrera científica
Luego de concluir sus estudios universitarios, Aroyo inició estudios de posgrado en genética; fue una estudiante de doctorado en la División de Genética Molecular del Departamento de Bioquímica de la Universidad de Oxford, donde estaba siendo supervisada por el Dr. François-Xavier Barre y el Profesor David J. Sherratt. En 2003, el Departamento de Bioquímica notó que Aroyo era una genetista de posgrado y reconoció la publicación del segundo álbum de su banda, Light & Magic.
Aroyo dejó la ciencia y sus estudios de doctorado antes de completarlo y graduando. En una entrevista con el Sunday Mail, explicó que "todos nosotros teníamos nuestros trabajos cuando comenzamos con Ladytron, y poco a poco los fuimos dejando. Yo era una genetista estudiando para mi PhD y me di cuenta que el trabajo de laboratorio no era para mí. Estábamos con Ladytron al mismo tiempo y en realidad, lo disfrutaba más. Era más fácil y más divertido". En una entrevista más adelante, cuándo le preguntaron, "Aparentemente estuviste matriculada como estudiante de PhD en Oxford. Parece ser algo muy prestigioso,  ¿nunca dudaste dejar el mundo académico por Ladytron?", Aroyo respondió, "Sí. Durante los primeros 3 años de Ladytron estaba jugando con ambos, hasta que me di cuenta que estaría poniendo ambos en riesgo si continuaba de esta manera. Yo era joven y me parecía mucho más divertido en esa época viajar por el mundo tocando música".

### Carrera musical
En el verano de 1999, los productores y DJs de Liverpool Daniel Caza y Reuben Wu conocieron a Helen Marnie (a través de varios shows de DJs) y Mira Aroyo (a través de un amigo en común). Compartiendo intereses similares en música,  formaron la banda electrónica Ladytron en el mismo año. Desde entonces, Aroyo es la cantante secundaria de la banda, y también toca los sintetizadores y compone sus canciones.
Aroyo también ha colaborado con la banda de pop indie The Projects. La canción "Don't Eat Meat" presentó a Mira como vocalista. Ella también ha colaborado con John Foxx & The Maths para la canción "Watching a Building on Fire".

## Vida personal
Aroyo ha estado casada con el curador de fotografía Harry Hardie desde 2010.  En 2011, se reportó que Aroyo estaba embarazada. De hecho, el 23 de febrero de 2012, Aroyo dio a luz a su hija Noa. Actualmente vive en Londres.
Aroyo es pescatariana y defensora de los derechos de los animales.
Aroyo está interesada en arquitectura y ha presentado un cortometraje de 15 minutos, titulada The Folly, en "The cottage home of an elderly lady who has to adapt to her remote surroundings as she gets older".

## Instrumentos
Durante los espectáculos de Ladytron, Mira Aroyo toca sintetizadores y ocasionalmente canta. 

## Discografía con Ladytron
- 604 (2001)
- Light & Magic (2002)
- Witching Hour (2005)
- Velocifero (2008)
- Gravity the Seducer (2011)
- Gravity the Seducer Remixed (2013)